# Peyriac-de-Mer
Peyriac-de-Mer è un comune francese di 1 028 abitanti situato nel dipartimento dell'Aude nella regione dell'Occitania.

## Società

### Evoluzione demografica
Abitanti censiti